# Regionaler Naturpark Oise-Pays de France
Der Regionale Naturpark Oise-Pays de France (französisch Parc naturel régional Oise-Pays de France) wurde am 13. Januar 2004 gegründet und liegt in den französischen Departementen Oise und Val-d’Oise. Er ist somit einer der wenigen regionalen Naturparks mit einem die Departementsgrenzen überschreitenden Areal.
Der Park hat zum Zweck, eine relativ stadtnahe Kulturlandschaft mit zahlreichen geschützten Naturdenkmälern und historischen Örtlichkeiten zu erhalten. Das Gebiet steht unter starkem Siedlungs- und Nutzungsdruck in der weiteren Umgebung des Agglomerationsraums von Paris und des Wirtschaftsraums um den Flughafen Paris-Charles-de-Gaulle.

## Lage
Der Naturpark liegt im Süden der Region Hauts-de-France und im Norden der Region Île-de-France, ungefähr 80 Kilometer südlich von Amiens und 30 Kilometer nördlich von Paris. Das Parkgebiet befindet sich fast ganz auf der linken Seite des Flusses Oise, von der Gemeinde Rhuis im Norden bis Asnières-sur-Oise im Süden. Nur die Gemeinde Boran-sur-Oise liegt auf der rechten Seite des Flusses.
Der Park hat eine Fläche von 60.000 Hektaren, wovon 20.000 Hektare Wald sind. Er umfasst 44 Gemeinden des Departements Oise und 15 im Département Val-d’Oise und zählt ca. 110.000 Einwohner. Im östlichen Teil überwiegt landwirtschaftlich genutztes Gebiet, wo vor allem Getreidebau betrieben wird.
Im Park liegen die zwei historischen Städte Chantilly und Senlis, und in der Randzone berührt er drei weitere Stadtgebiete:
- Creil
- Pont-Sainte-Maxence
- Fosses

Das Landschaftsrelief ist wenig akzentuiert. Es gehört zum westlichen Bereich der Kalkhochfläche in der Region Valois und erreicht die größte Höhe mit dem Hügel Mont Pagnotte (221 m ü. M.). Einige Täler mit kleinen Nebenflüsse der Oise entwässern das Areal. Die größeren Fließgewässer sind die Nonette, die Thève und deren Zufluss Ysieux.

## Infrastruktur
Bedeutende Verkehrswege wie die Autoroute A1 zwischen Paris, Amiens und Lille, die alten Hauptstraßen Route nationale 16 und Route nationale 17 sowie die Eisenbahnlinie Paris–Lille und die Strecke des LGV Nord führen durch das Parkgebiet.

## Naturlandschaft
Bereits vor der Gründung des Regionalparks waren verschiedene seiner Teillandschaften unter Schutz gestellt worden. Zu den 20 Naturdenkmälern zählen das Nonette-Tal, das Gebiet Domaine de Chantilly und die drei größeren Waldgebiete Forêt de Chantilly, Forêt d’Halatte und Forêt d’Ermenonville.

## Tourismus
Drei der wichtigsten Reiseziele der Picardie liegen im Parkgebiet:
- Der Parc Astérix
- Die Landschaft Mer de sable
- Das Schloss Chantilly

Weitere historische Monumente sind die Altstadt von Senlis mit der Kathedrale Notre-Dame, der Parc Jean-Jacques-Rousseau in Ermenonville und die Klöster Royaumont, Moncel und die Klosterruine von Chaalis. Im Wald von Ermenonville liegen als weitere Schutzobjekte die alte Mühle von Ermenonville und das Tal der Ysieux.

## Geschichte
Seit 1970 suchten Naturkundler und die Société des amis des forêts de Chantilly, Halatte, Ermenonville mit einer Schutzzone die Naturlandschaften in der Umgebung der wachsenden Großstädte vor dem massiven Besucheransturm zu schützen. 1985 lag eine Machbarkeitstudie vor, und im Europäischen Jahr des Umweltschutzes 1987 prüfte das Landwirtschaftsministerium die Bildung eines Nationalparks nördlich von Paris. Aufgrund eines Richtplans von 1990 begannen die Verhandlungen für die Gründung des Regionalparks im Gebiet der Drei Wälder. 1997 bestellten die Regionen Picardie und Île-de-France eine genauere Vorstudie für einen solchen Park, und am 12. Januar 1998 entstand ein Verein zur Definition von dessen Satzungen. Am 19. Juni 2003 sicherte auch das Comité économique et social d’Île-de-France die Unterstützung des Parkprojekts zu, das im Juli 2003 dem Präfekten der Region Picardie vorgelegt wurde.
Der Regionale Naturpark wurde am 13. Januar 2004 durch ein Dekret des Ministerpräsidenten geschaffen. Die Parkverwaltung wurde mit einem Erlass des Präfekten des Departements Oise vom 27. Januar 2004 eingesetzt und bezog am 26. Juli 2006 ihren Sitz im Schloss Borne Blanche in Orry-la-Ville.

Logo des Regionalparks
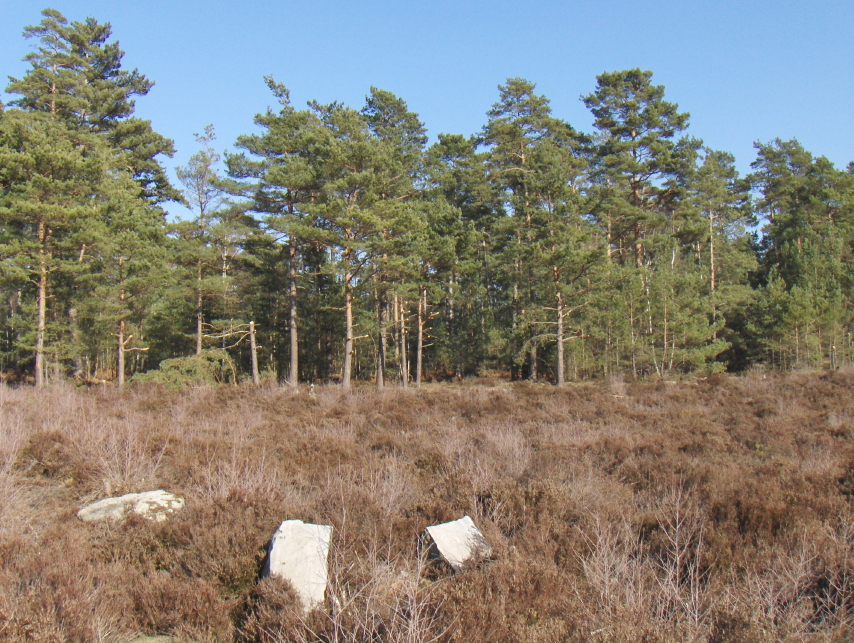
Im Wald von Ermenonville
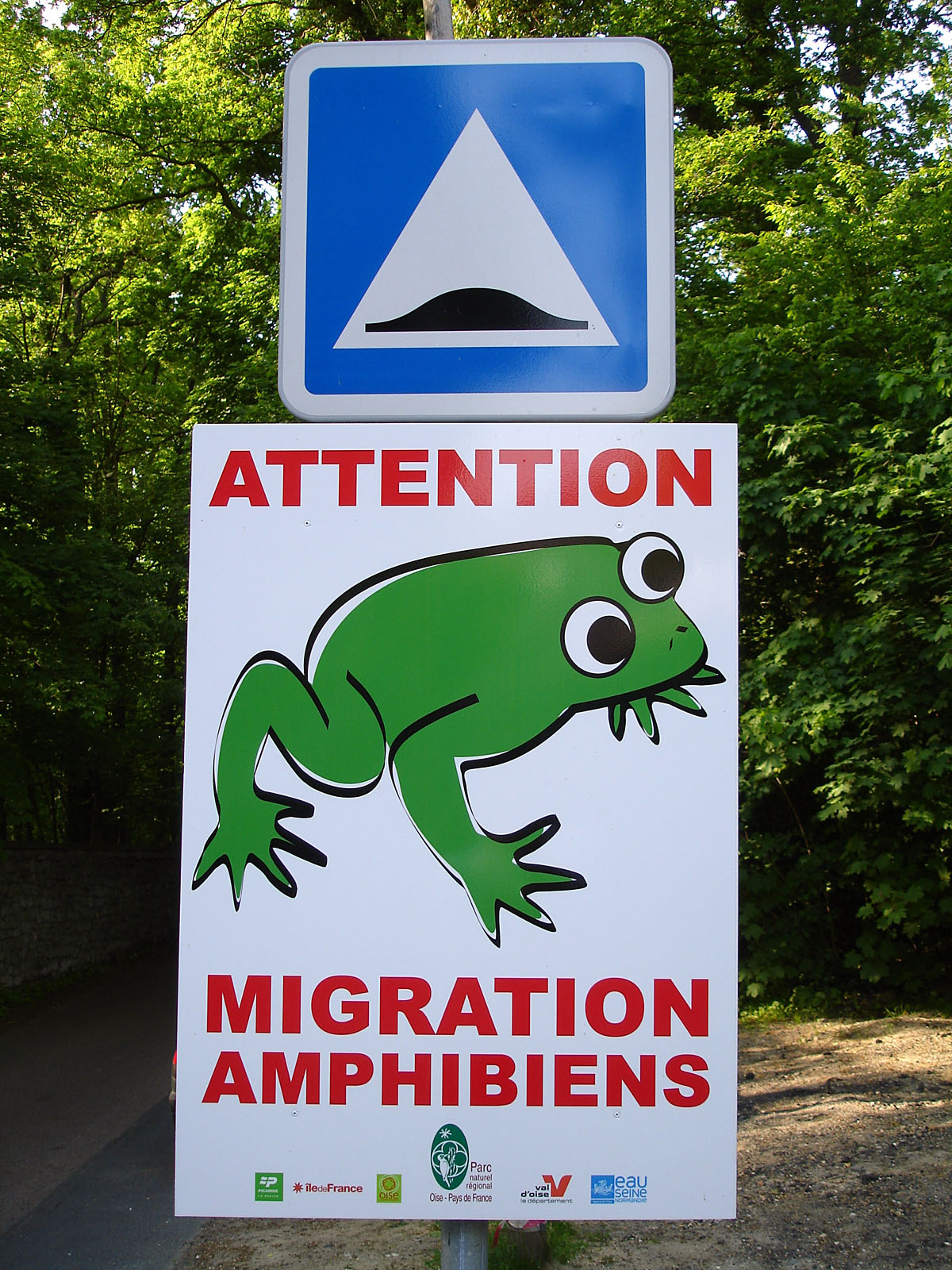
Schutz der Amphibien im Park